# Tariana
|  | Per a altres significats, vegeu «tarianes». |

El tariana o tariano és una llengua del grup de Llengües arawak de l'Alt Amazones en perill d'extinció parlada per aproximadament 100 persones al llarg del riu Vaupés a l'Amazones, al Brasil. Aproximadament unes altres 1.500 persones a la zona alta i mitjana del riu Vaupés s’identifiquen com a tarianes ètnics però no parlen la llengua amb fluïdesa.
Els indígenes de la regió del Vaupés, inclosos els pobles tarianes i tucanos, són lingüísticament exògams; consideren que els companys de parla de les seves llengües són parents de sang. En aquesta regió, les llengües, com la identitat tribal, es transmeten per descendència patrilineal i, per tant, es mantenen estrictament separades les unes de les altres, amb un mínim préstec lèxic entre elles. Els indígenes d’aquesta regió parlaven tradicionalment entre tres i deu llengües, incloses les llengües de la mare i del pare (que eren generalment diferents a causa de la pràctica cultural generalitzada de l'exogàmia lingüística) i el castellà i/o el portuguès.
Els parlants de tariana han canviat al dahseyé, una llengua no relacionada (de les llengües tucanes), que es va convertir en una llengua franca a la regió del Vaupés a finals del segle XIX. Arribats a la regió a la dècada de 1920, els missioners salesians van promoure l’ús exclusiu del tucano entre els indis en un esforç per convertir-los. Les preocupacions econòmiques també han portat els pares a deixar cada vegada més les seves famílies per treballar per brasilers no amerindis, cosa que ha minat la interacció patrilineal pare-fill a través de la qual es va transmetre tradicionalment el tariana. El 1999 es van fer esforços per ensenyar tariana com a segona llengua a l'escola secundària de Iauaretê. Des del 2003 s’ofereixen classes regulars a Tariana a l'escola.:6–9

## Fonologia
El tariana té 6 vocals, totes es poden presentar nasalitzades, excepte [ɨ], o llargues, excepte [ɨ] i [ɵ].
|             | Curta   | Curta   | Curta     | Nasalitzada | Nasalitzada | Nasalitzada | Llarga  | Llarga  | Llarga |
|             | Frontal | Central | Posterior | Frontal     | Central     | Posterior   | Frontal | Central | Tornar |
| ----------- | ------- | ------- | --------- | ----------- | ----------- | ----------- | ------- | ------- | ------ |
| Tancada     | i       | ɨ       | u         | ĩ           |             | ũ           | i:      |         | u:     |
| Semitancada | e       | o [ɵ]   |           | ẽ           | õ [ɵ̃]       |             | e:      |         |        |
| Oberta      |         |         | a         |             |             | ã           |         |         | a:     |

També té 24 consonants
|           |                 | Bilabial | Dental  | Alveo-palatal | Palatal | Velar   | Glotal |
| --------- | --------------- | -------- | ------- | ------------- | ------- | ------- | ------ |
| Oclusives | Sordes          | p        | t [t̺]   |               |         | k       |        |
| Oclusives | Sorda aspirada  | ph [pʰ]  | th [t̺ʰ] |               |         | kh [kʰ] |        |
| Oclusives | Sonores         | b        | d [d̺]   |               |         | (g)     |        |
| Oclusives | Sonora aspirada |          | dh [d̺ʰ] |               |         |         |        |
| Fricativa | Fricativa       |          |         | s [s̺]         |         |         | h      |
| Africada  | Africada        |          |         |               | tʃ [t͡ɕ] |         |        |
| Nasal     | Plana           | m        | n [n̺]   |               | ñ [ɲ]   |         |        |
| Nasal     | Aspirada        | mh [mʰ]  | nh [n̺ʰ] |               | ñh [ɲʰ] |         |        |
| Bategant  | Bategant        |          |         | r [ɾ̺]         |         |         |        |
| Lateral   | Lateral         |          |         | l [l̺]         |         |         |        |
| Semivocal | Plana           | w        |         |               | y [j]   |         |        |
| Semivocal | Aspirada        | wh [wʰ]  |         |               |         |         |        |